# Tafi
I Tafi (in greco antico: Τάφιοι) sono un popolo presente nella mitologia greca.
Secondo il mito, vivevano sulle isole di Tafo e di Carno, ed avevano fama d'essere navigatori e pirati.
Secondo Omero, i Tafi combatterono una guerra contro Anfitrione: quest'ultimo, infatti, decise di attaccarli per vendicare l'assassinio della famiglia della sposa Alcmena.
Nell'Odissea viene narrato che il capo dei Tafi fu Mente, di cui Atena prende le vesti per andare da Telemaco e rincuorarlo e far sì che vada a cercare suo padre.
| Controllo di autorità | VIAF (EN) 3144648133209622259 · BNF (FR) cb14487909b (data) |